# Emperador blau
L'emperador blau (Anax imperator) és una espècie d'odonat anisòpter de la família dels èsnids.

## Distribució
Es troba per tota Àfrica, gran part d'Europa (excepte l'extrem més septentrional) i sud-oest i centre d'Àsia.

## Hàbitat
Les nimfes viuen en aigües de poc corrent o estancades, permanents o estacionals, vorejades de joncs i vegetació.

## Període de vol
Al nord d'Àfrica, de març a desembre, encara que més curt més al nord. Arriba a la màxima abundància entre juny i agost.

## Comportament
És l'única espècie d'Anax en la que la femella diposita els ous sense el mascle. Acostumen a pondre'ls sobre les plantes flotants.